# Néma Airport
Néma Airport (franska: Aéroport de Néma) är en flygplats i Mauretanien.   Den ligger i regionen Hodh Ech Chargui, i den sydöstra delen av landet, 900 km öster om huvudstaden Nouakchott. Néma Airport ligger 231 meter över havet.
Terrängen runt Néma Airport är platt västerut, men österut är den kuperad. Terrängen runt Néma Airport sluttar västerut. Runt Néma Airport är det mycket glesbefolkat, med 5 invånare per kvadratkilometer. Närmaste större samhälle är Néma, 6,4 km öster om Néma Airport. Omgivningarna runt Néma Airport är i huvudsak ett öppet busklandskap.